# Janapada
Een janapada (Devanagari: जनपद, Sanskriet: janapada, van jana - stam en pada - voet) was het territorium van een stam van de pastorale, ijzergebruikende en een Indo-Arische taal sprekende arya, zoals de stammen van de Veda's zichzelf noemden. De janapada's waren in de Vedische tijd rond 1000-600 v.Chr. de voorlopers van de eerste koninkrijkjes in het noorden van India. Agrawala heeft de janapada's vergeleken met de Griekse stadstaatjes, maar dit was een periode waarin nationalistische geschiedschrijving en het hindoenationalisme sterk opkwam en het democratische aspect van de staatjes wel overdreven werd. Aan het einde van de Vedische tijd rond 500 v.Chr. smolten veel janapada's samen tot grotere mahajanapada's.

## Stamhoofd en raad
Op de overgang naar het 1e millennium v.Chr. hadden de arya hun semi-nomadische bestaan verwisseld voor een sedentair bestaan als landbouwers. Als gevolg raakten sociale status en identiteit verbonden aan de hoeveelheid land die de stam in gebruik had of bezat. 
De janapada's waren een soort proto-staatjes. Hoewel er in het verband van de Veda's vaak over koningen en koninkrijken gesproken wordt, was nog geen sprake van echt koningschap. In de agrarisch-sedentaire nederzettingen van de janapada's kwam de autoriteit en status van de leiders voort uit stam- en familieverbanden. In vergelijking met de semi-nomadische stammen van de Rigveda werd succesvolle oorlogsvoering wel minder belangrijk. In plaats daarvan richtten de leiders zich meer op de priesterklasse om hen door middel van religieuze rituelen status te verlenen.
De macht binnen een janapada lag in handen van de belangrijkste kshattriya-families (rajanya's) die de leider (raja) bijstonden in het bestuur. De leidende families ontvingen tribuut van de boeren en handelaren (vaishya's). Aan het einde van de Vedische tijd ontwikkelden zich uit dit systeem de eerste koninkrijken, met een vorst aan het hoofd. De vorst werd meestal verkozen door de stamraad (samiti), met wie hij bij de besluitvorming de macht moest delen. In andere janapada's was de raja slechts een oorlogsleider of het belangrijkste lid van de raad. Er waren ook janapada's die helemaal geen leider of koning hadden en door de raad van familiehoofden zelf bestuurd werden. Qua machtsstructuur waren deze gana's, ook wel sangha's of gana-sangha's, een soort aristocratische republiekjes,:43 al stelde Witzel dat het zeker geen republieken waren, maar meer tribale oligarchieën.:313 Tegenwoordige hindoe-nationalisten zien er wel een antieke democratische traditie in.

## Sociale ontwikkeling
Dankzij de grotere hoeveelheid beschikbare middelen en voedsel bij een dergelijke samenleving groeiden de nederzettingen en konden stamleden zich meer specialiseren, wat een grotere sociale hiërarchie tot gevolg had.
Bovenaan de hiërarchie stonden de priesters (brahmana's) en leiders (kshatriya's). Handelaren en boeren kwamen daaronder en de veehouders en werklieden vormden de onderklasse. Op veel ambachten die bij de arya onbekend waren en door inheemse bewoners werden uitgeoefend, werd neergekeken.